# Grüner Nadelwald-Herings-Täubling
Der Grüne Nadelwald-Herings-Täubling (Russula clavipes) ist eine Art der Pilze aus der Familie der Täublingsverwandten (Russulaceae). Es handelt sich um einen mittelgroßen Heringstäubling aus der Elaeodes-Gruppe mit einem überwiegend olivgrün gefärbten Hut. Der Täubling wächst in Nadelwäldern bei Fichten und Kiefern. Der sehr seltene und oft nur schwer von ähnlichen Arten zu unterscheidende Täubling ist essbar.

## Merkmale

### Makroskopische Merkmale
Der Hut ist 4–9 cm breit, anfangs fast halbkugelig, dann gewölbt und in der Mitte leicht niedergedrückt. Die Hutfarbe ist gleichmäßig olivgrün bis olivbraun, die Mitte ist meist dunkler gefärbt bis fast olivschwärzlich, zum Rand hin kann der Täubling bisweilen mehr rosafarben sein. Der Rand ist leicht abgerundet, glatt und im Alter mitunter kurz höckerig-gerieft. Die Oberfläche ist glatt, etwas klebrig, später eher matt und feinkörnig, aber nicht bereift.
Die Lamellen stehen fast gedrängt und sind mit einzelnen kürzeren untermischt. Sie sind hell buttergelb und bräunen allmählich, besonders im Alter. Das Sporenpulver ist blassockerfarben (IIIa–IIIb nach Romagnesi).
Der weiße, zylindrische, 4–6 cm lange und 1–2 cm breite Stiel ist an der Basis mehr oder weniger erweitert (an der Basis bis zu 4 cm breit) und festfleischig. Die Oberfläche ist glatt und leicht längsriefig.
Das weißliche Fleisch schmeckt mild und riecht zumindest im Alter typisch heringsartig. Mit Eisensulfat verfärbt sich das Stielfleisch grün.

### Mikroskopische Merkmale
Die eiförmigen bis ellipsoidischen Sporen sind 7,2–10,0 (10,5) µm lang und 6,0–8,5 (9,0) µm breit. Der Q-Wert (Quotient aus Sporenlänge und -breite) beträgt 1,19 (± 0,11). Das Sporenornament besteht aus niedrigen, 0,6–0,7 (0,8) µm hohen, aufgelockert angeordneten, stumpfkegeligen Stacheln, die dicht aneinanderstehen. Bisweilen können sie etwas verschmelzen und über ungeordnete, meist feine Verbindungen verbunden sein, nicht selten kommt es örtlich auch zu einzelnen, geschlossenen Maschen.

## Artabgrenzung
Die grünen Heringstäublinge sind selbst von Experten nur sehr schwer voneinander abzugrenzen. Besonders ähnlich sind die überwiegend grünen Heringstäublinge, die von Romagnesi und Bon unter dem Namen Russula elaoedes zusammengefasst wurden, sowie der Olivbraune Herings-Täubling (R. cicatricata). Letzterer hat ein überwiegend isoliertes Sporenornament und kommt auf eher kalkhaltigen Böden unter Laubbäumen vor. Außerdem haben die Epikutishyphen in der Regel ampullenförmig verdickte Glieder.
Der Grüne Laubwald-Heringstäubling (R. schaefferi) hat wie der Grüne Nadelwald-Herings-Täubling ein überwiegend gratiges bis teilweise netziges Sporenornament, das aber dornenartig-stumpfkeglig ist. Die Hyphen der Huthaut sind in kürzere, öfters verzweigte Abschnitte unterteilt. Ampullenförmig verdickte Epikutishyphenglieder scheinen bei diesem Täubling nicht vorzukommen.
Auch der Blassgraugrüne Heringstäubling (R. pseudoolivascens) kommt im Laubwald vor. Seine Sporen sind stumpfkeglig und teilweise durch feine Linien netzig ornamentiert. Die Huthauthyphen bestehen aus überwiegend langfädigen und nur selten verzweigten Abschnitten.

## Ökologie und Verbreitung

Verbreitung des Grünen Nadelwald-Herings-Täublings in Europa.
Legende:
grün = Länder mit Fundmeldungen
weiß = Länder ohne Nachweise
hellgrau = keine Daten
dunkelgrau = außereuropäische Länder.

Der Täubling ist ein Mykorrhizapilz, der mit Nadelbäumen eine symbiotische Partnerschaft eingeht. Als Wirt dienen dabei Fichten und Kiefern. Über das Verbreitungsgebiet des seltenen Täublings ist wenig bekannt. Laut Kärcher spricht einiges dafür, dass der Grüne Nadelwald-Herings-Täubling vorwiegend im Hügel- und Bergland der (sub)kontinentalen Zone Mitteleuropas vorkommt und im atlantischen Einflussbereich möglicherweise fehlt. Singer nennt in seiner Russula-Monografie als Verbreitungsgebiet das Trentino, Bayern und die Tschechoslowakei. Auch in den vier skandinavischen Ländern wurde er nachgewiesen und ist zumindest in Schweden und Norwegen sogar recht häufig.

## Systematik
Der Grüne Nadelwald-Herings-Täubling wurde 1920 durch Velenovský unter dem Namen Russula clavipes zur Art erhoben. Das Basionym der Art ist die Varietät Russala xerampelina var. fusca Quél im Sinne von Melzer und Zvára. Kärcher nennt als Synonyme Russala xerampelina var. olivascens Fr. im Sinne von Melzer und Zvára und Bresadolas R. xerampelina var. elaeodes. G. Bresadola hatte die Varietät R. xerampelina var. olivascens umbenannt, um sie klar von der R. olivascens Fr. abzugrenzen. 
Das Artattribut (Epitheton) clavipes ist von den lateinischen Wörtern clava (Keule) und pes (Fuß) abgeleitet und könnte mit „keulenstielig“ übersetzt werden.

### Infragenerische Systematik
Bei Bon, der alle Nadelwald-Heringstäublinge in eine eigene Untersektion stellt, steht der Täubling in der Untersektion Viridantinae (Melzer & Zvara) Konrad & Josserand, die ihrerseits in der Sektion Viridantes Melzer & Zvara steht. Die typischen Merkmale sind bräunendes Fleisch, Krabben- oder Heringsgeruch (zumindest im Alter) und eine grünliche Eisensulfatreaktion.

## Bedeutung
Wie alle Heringstäublinge ist auch der Grüne Nadelwald-Herings-Täubling essbar.